# Bryssels julgran

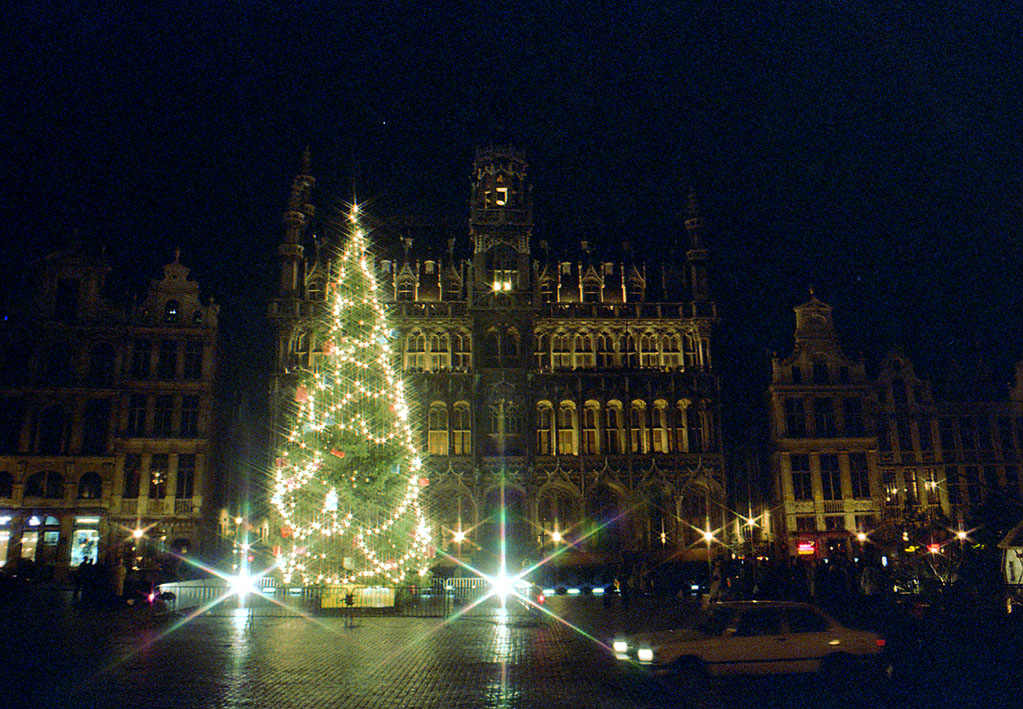
1979 års julgran.

Bryssels julgran är en julgran som reses på Grand-Place i Bryssel. Förr om åren handlade det om en riktig gran från Ardennerna, innan man 2012 övergick till en elektronisk variant.
Vanligtvis var julgranen cirka 20 meter ög. Grand-Place har funnits sedan 1600-talet, och år 2000 började man där hålla en årlig julmarknad.

### Fotnoter
1. ↑  ”Abstract Christmas tree sparks protests in Brussels”. BBC News. 1 december 2012. http://www.bbc.co.uk/news/world-europe-20302574. Läst 15 december 2012.
2. ↑  Waldie, Paul (14 december 2012). ”Brussels’ modern-art Christmas ‘tree’ triggers outcry, tensions, petition”. The Globe and Mail. http://www.theglobeandmail.com/news/world/brussels-modern-art-christmas-tree-triggers-outcry-tensions-petition/article6408631/. Läst 15 december 2012.